# Pachyprosopis psilosomata
Pachyprosopis psilosomata is een vliesvleugelig insect uit de familie Colletidae. De wetenschappelijke naam van de soort is voor het eerst geldig gepubliceerd in 1972 door Exley.